# Йошко Топич
Йошко Топич (нар. 8 грудня 1983) — колишній хорватський тенісист.
Найвищу одиночну позицію світового рейтингу — 543 місце досяг 29 липня 2013, парну — 405 місце — 11 червня 2006 року.

## Фінали на ф'ючерсах і челленджерах

### Одиночний розряд: 1 (1–0)
| Легенда (одиночний розряд) |
| -------------------------- |
| Тур ATP Челленджер (0–0)   |
| Тур ITF Ф'ючерс (1–0)      |

| Титули за покриттям |
| ------------------- |
| Тверде (0–0)        |
| Ґрунт (1–0)         |
| Трава (0–0)         |
| Килим (0–0)         |

| Результат | В-П | Дата     | Турнір                         | Рівень  | Покриття | Суперник  | Рахунок  |
| --------- | --- | -------- | ------------------------------ | ------- | -------- | --------- | -------- |
| Перемога  | 1–0 | Чер 2013 | Боснія і Герцеговина F3, Добой | Ф'ючерс | Ґрунт    | Дує Кекеж | 6–4, 6–2 |